# Cuevas del Pomier
Las Cuevas de Pomier constituyen un conjunto de 55 cuevas situadas al norte de San Cristóbal, en la región sur de la República Dominicana. Estas cuevas albergan la colección más extensa de arte rupestre del Caribe, creada hace aproximadamente 2,000 años, principalmente por el pueblo taíno, aunque también por los kalinago y los igneris, pueblos indígenas precolombinos de las Bahamas, las Antillas Mayores y algunas de las Antillas Menores. Lamentablemente, la extracción descontrolada de piedra caliza en sus alrededores ha causado daños significativos a este valioso patrimonio.

## Importancia
Los arqueólogos han destacado la relevancia de conservar estas cuevas, descubiertas por primera vez en 1851. En su interior se encuentran alrededor de 6,000 dibujos, tallas y pictografías que representan aves, peces, reptiles y figuras humanas. Estas pinturas fueron realizadas utilizando carbón combinado con grasa animal. Según los arqueólogos, la humedad natural proporcionada por la profundidad de las cuevas ha contribuido a la preservación de estas expresiones artísticas.

## Protección
En 1996, la Reserva Antropológica de Cuevas de Borbón, ubicada en San Cristóbal, fue ampliada con el propósito de proteger las cuevas de El Pomier de la explotación de canteras de piedra caliza. Esta expansión elevó su nivel de protección al integrarlas en el Sistema Nacional de Áreas Protegidas, conforme a lo establecido en la Ley General del Medio Ambiente y los Recursos Naturales, Ley 64-00. Dicha ley también instruyó a la Secretaría de Hacienda para supervisar su cumplimiento.
Debido a la relevancia internacional de estas cuevas para el estudio de los grupos amerindios que habitaron las islas del Caribe durante casi 8,000 años antes de la llegada de la cultura occidental, se está evaluando la posibilidad de otorgarles la categoría de Capital Prehistórica de Las Antillas. Además, se está planificando la rehabilitación de una de sus cuevas y su entorno para que se ajuste a esta nueva designación.